# 郑顺民
郑顺民（1949年8月—2025年4月20日），男，河南荥阳人，中华人民共和国武警少将，曾任武警部队政治部副主任。第十届全国人大代表、中共十七大代表。

## 生平
历任战士、司务长、政治指导员、团政治处宣传股股长，武警部队四川省总队一支队政治处主任、政治委员，总队政治部副主任、主任。1997年12月，任福建省总队政治委员。2001年5月，任四川省总队政治委员。2003年，当选第十届全国人大代表。
2003年11月，任武警部队交通指挥部政治委员。2007年3月，任武警部队政治部副主任。2007年7月，当选武警部队中共十七大代表。
2025年4月20日，在北京逝世。